# Qudos Bank Arena
Qudos Bank Arena (mellan 1999 och 2006 Sydney SuperDome, mellan 2006 och 2011 Acer Arena och mellan 2011 och 2016 Allphones Arena) är en inomhusarena i Sydney, Australien. Totalt finns det 21 000 fasta platser i arenan .
Arenan användes under de olympiska spelen 2000 i Sydney för tävlingarna i artistisk gymnastik och trampolin och även för slutspelet och finalerna i basketturneringarna. Förutom att ha varit en av arenorna under de olympiska sommarspelen 2000 har arenan främst använts som hemmaarena av olika lag inom basket och netball, men även till många konserter.